# Transports en commun de Dieppe
Deep Mob (anciennement Stradibus) est le nom du réseau de transports en commun organisé par la communauté d'agglomération de la Région Dieppoise, qui dessert la ville de Dieppe située en Normandie, ainsi que son agglomération.
Ce réseau est exploité par Transdev Urbain Dieppe (anciennement STUD), filiale du groupe Transdev.

## Histoire
Transdev Urbain Dieppe est une filiale du groupe Transdev. Dans le cadre d'un contrat de délégation de service public, Transdev Urbain Dieppe exploite depuis janvier 2001, les services de mobilité « Deep Mob » pour le compte de l’Agglomération de Dieppe Maritime.

## Lignes du réseau

### Lignes urbaines
Le réseau est composé de 3 lignes principales, d'une navette de centre-ville ainsi que d'une ligne secondaire.
En raison de la fermeture du Pont Colbert à partir du 8 janvier 2024, les lignes sont déviées et le tracé des lignes changent.
| Ligne | Caractéristiques | Caractéristiques             | Caractéristiques             | Caractéristiques             | Caractéristiques             | Caractéristiques                           | Caractéristiques                         | Caractéristiques             | Caractéristiques                  |
| 1     | Caravelle ⥋ Clinique Mégival | Caravelle ⥋ Clinique Mégival | Caravelle ⥋ Clinique Mégival | Caravelle ⥋ Clinique Mégival | Caravelle ⥋ Clinique Mégival | Caravelle ⥋ Clinique Mégival               | Caravelle ⥋ Clinique Mégival             | Caravelle ⥋ Clinique Mégival | Caravelle ⥋ Clinique Mégival      |
| ----- | --- | ---------------------------- | ---------------------------- | ---------------------------- | ---------------------------- | ------------------------------------------ | ---------------------------------------- | ---------------------------- | --------------------------------- |
| 1     | Ouverture / Fermeture — / — | Longueur 10 km               | Durée 30-40 min              | Nb. d’arrêts 32              | Matériel Standards           | Jours de fonctionnement L, Ma, Me, J, V, S | Jour / Soir / Nuit / Fêtes O / O / N / N | Voy. / an 482 966            | Exploitant Transdev Urbain Dieppe |
| 1     | Desserte : - Communes : Dieppe, Saint-Aubin-sur-Scie - Principaux lieux desservis : Ancienne mairie de Neuville-lès-Dieppe, Pont Ango, Gare de Dieppe, Hôtel de ville de Dieppe, Centre commercial du Belvédère. |                              |                              |                              |                              |                                            |                                          |                              |                                   |
| 1     | Autre : - Amplitudes horaires : La ligne fonctionne du lundi au samedi sauf jours fériés de 5 h 50 à 20 h 50. |                              |                              |                              |                              |                                            |                                          |                              |                                   |
| 1     | Dernière actualisation : — |                              |                              |                              |                              |                                            |                                          |                              |                                   |
| 2     | Val Druel ⥋ Beau Soleil | Val Druel ⥋ Beau Soleil      | Val Druel ⥋ Beau Soleil      | Val Druel ⥋ Beau Soleil      | Val Druel ⥋ Beau Soleil      | Val Druel ⥋ Beau Soleil                    | Val Druel ⥋ Beau Soleil                  | Val Druel ⥋ Beau Soleil      | Val Druel ⥋ Beau Soleil           |
| 2     | Ouverture / Fermeture — / — | Longueur 10 km               | Durée 30-35 min              | Nb. d’arrêts 33              | Matériel Standards           | Jours de fonctionnement L, Ma, Me, J, V, S | Jour / Soir / Nuit / Fêtes O / O / N / N | Voy. / an 470 747            | Exploitant Transdev Urbain Dieppe |
| 2     | Desserte : - Commune : Dieppe - Principaux lieux desservis : Ancienne mairie de Neuville-lès-Dieppe, Pont Ango, Gare de Dieppe, Hôtel de ville de Dieppe, Centre commercial du Belvédère.                        |                              |                              |                              |                              |                                            |                                          |                              |                                   |
| 2     | Autre : - Amplitudes horaires : La ligne fonctionne du lundi au samedi sauf jours fériés de 5 h 45 à 20 h 25. |                              |                              |                              |                              |                                            |                                          |                              |                                   |
| 2     | Dernière actualisation : — |                              |                              |                              |                              |                                            |                                          |                              |                                   |
| 3     | Pont Ango ⥋ EDF GDF | Pont Ango ⥋ EDF GDF          | Pont Ango ⥋ EDF GDF          | Pont Ango ⥋ EDF GDF          | Pont Ango ⥋ EDF GDF          | Pont Ango ⥋ EDF GDF                        | Pont Ango ⥋ EDF GDF                      | Pont Ango ⥋ EDF GDF          | Pont Ango ⥋ EDF GDF               |
| 3     | Ouverture / Fermeture 8 janvier 2024 / — | Longueur —                   | Durée 20-35 min              | Nb. d’arrêts 22              | Matériel Standards Midibus   | Jours de fonctionnement L, Ma, Me, J, V, S | Jour / Soir / Nuit / Fêtes O / O / N / N | Voy. / an 257 904            | Exploitant Transdev Urbain Dieppe |
| 3     | Desserte : - Commune : Dieppe - Principaux lieux desservis : Pont Ango, Gare de Dieppe, Hôtel de ville de Dieppe, Centre commercial du Belvédère.                                                                |                              |                              |                              |                              |                                            |                                          |                              |                                   |
| 3     | Autre : - Amplitudes horaires : La ligne fonctionne du lundi au samedi sauf jours fériés de 5 h 31 à 20 h 27. |                              |                              |                              |                              |                                            |                                          |                              |                                   |
| 3     | Dernière actualisation : — |                              |                              |                              |                              |                                            |                                          |                              |                                   |

### Ligne secondaire
| Ligne | Caractéristiques | Caractéristiques        | Caractéristiques        | Caractéristiques        | Caractéristiques        | Caractéristiques          | Caractéristiques                         | Caractéristiques        | Caractéristiques                  |
| 14    | Beau Soleil ⥋ Val Druel | Beau Soleil ⥋ Val Druel | Beau Soleil ⥋ Val Druel | Beau Soleil ⥋ Val Druel | Beau Soleil ⥋ Val Druel | Beau Soleil ⥋ Val Druel   | Beau Soleil ⥋ Val Druel                  | Beau Soleil ⥋ Val Druel | Beau Soleil ⥋ Val Druel           |
| ----- | --- | ----------------------- | ----------------------- | ----------------------- | ----------------------- | ------------------------- | ---------------------------------------- | ----------------------- | --------------------------------- |
| 14    | Ouverture / Fermeture — / — | Longueur —              | Durée 45-50 min         | Nb. d’arrêts 39         | Matériel Standards      | Jours de fonctionnement D | Jour / Soir / Nuit / Fêtes O / O / N / O | Voy. / an 46 304        | Exploitant Transdev Urbain Dieppe |
| 14    | Desserte : - Communes : Dieppe, Saint-Aubin-sur-Scie - Principaux lieux desservis : Ancienne mairie de Neuville-lès-Dieppe, Pont Ango, Gare de Dieppe, Hôtel de ville de Dieppe, Centre commercial du Belvédère. |                         |                         |                         |                         |                           |                                          |                         |                                   |
| 14    | Autre : - Amplitudes horaires : La ligne fonctionne le dimanche et les jours fériés de 7 h 15 à 21 h 0. |                         |                         |                         |                         |                           |                                          |                         |                                   |
| 14    | Dernière actualisation : — |                         |                         |                         |                         |                           |                                          |                         |                                   |

### Lignes scolaires
Sur le réseau Deep Mob, il existe 24 lignes avec la même tarification.
| Ligne | Caractéristiques | Caractéristiques                                         | Caractéristiques                                         | Caractéristiques                                         | Caractéristiques                                         | Caractéristiques                                         | Caractéristiques                                         | Caractéristiques                                         | Caractéristiques                                         |
| 100   | Dieppe (Gare SNCF) ⥋ Offranville (Les Cèdres) | Dieppe (Gare SNCF) ⥋ Offranville (Les Cèdres)            | Dieppe (Gare SNCF) ⥋ Offranville (Les Cèdres)            | Dieppe (Gare SNCF) ⥋ Offranville (Les Cèdres)            | Dieppe (Gare SNCF) ⥋ Offranville (Les Cèdres)            | Dieppe (Gare SNCF) ⥋ Offranville (Les Cèdres)            | Dieppe (Gare SNCF) ⥋ Offranville (Les Cèdres)            | Dieppe (Gare SNCF) ⥋ Offranville (Les Cèdres)            | Dieppe (Gare SNCF) ⥋ Offranville (Les Cèdres)            |
| ----- | --- | -------------------------------------------------------- | -------------------------------------------------------- | -------------------------------------------------------- | -------------------------------------------------------- | -------------------------------------------------------- | -------------------------------------------------------- | -------------------------------------------------------- | -------------------------------------------------------- |
| 100   | Ouverture / Fermeture — / — | Longueur —                                               | Durée 25-45 min                                          | Nb. d’arrêts 24                                          | Matériel Autocars                                        | Jours de fonctionnement L, Ma, Me, J, V, S               | Jour / Soir / Nuit / Fêtes O / N / N / N                 | Voy. / an —                                              | Exploitant Cars Autin                                    |
| 100   | Desserte : - Communes : Dieppe, Saint-Aubin-sur-Scie, Offranville - Principaux lieux desservis : Gare de Dieppe, Lycée Ango                                                                                               |                                                          |                                                          |                                                          |                                                          |                                                          |                                                          |                                                          |                                                          |
| 100   | Autre : - Amplitudes horaires : La ligne fonctionne du lundi au samedi sauf jours fériés de 7 h 15 à 18 h 47 en période scolaire.                                                                                         |                                                          |                                                          |                                                          |                                                          |                                                          |                                                          |                                                          |                                                          |
| 100   | Dernière actualisation : — |                                                          |                                                          |                                                          |                                                          |                                                          |                                                          |                                                          |                                                          |
| 500   | Dieppe (Lycée Ango) ⥋ Arques-la-Bataille (Cité C.T.A) | Dieppe (Lycée Ango) ⥋ Arques-la-Bataille (Cité C.T.A)    | Dieppe (Lycée Ango) ⥋ Arques-la-Bataille (Cité C.T.A)    | Dieppe (Lycée Ango) ⥋ Arques-la-Bataille (Cité C.T.A)    | Dieppe (Lycée Ango) ⥋ Arques-la-Bataille (Cité C.T.A)    | Dieppe (Lycée Ango) ⥋ Arques-la-Bataille (Cité C.T.A)    | Dieppe (Lycée Ango) ⥋ Arques-la-Bataille (Cité C.T.A)    | Dieppe (Lycée Ango) ⥋ Arques-la-Bataille (Cité C.T.A)    | Dieppe (Lycée Ango) ⥋ Arques-la-Bataille (Cité C.T.A)    |
| 500   | Ouverture / Fermeture — / — | Longueur —                                               | Durée 30 min                                             | Nb. d’arrêts 23                                          | Matériel Autocars                                        | Jours de fonctionnement L, Ma, Me, J, V, S               | Jour / Soir / Nuit / Fêtes O / N / N / N                 | Voy. / an —                                              | Exploitant Cars Autin                                    |
| 500   | Desserte : - Communes : Dieppe, Rouxmesnil-Bouteilles, Arques-la-Bataille - Principaux lieux desservis : Gare de Dieppe, Hôtel de ville de Dieppe, Gare d'Arques-la-Bataille, Lycée Ango                                  |                                                          |                                                          |                                                          |                                                          |                                                          |                                                          |                                                          |                                                          |
| 500   | Autre : - Amplitudes horaires : La ligne fonctionne du lundi au samedi sauf jours fériés de 7 h 10 à 19 h 0 en période scolaire.                                                                                          |                                                          |                                                          |                                                          |                                                          |                                                          |                                                          |                                                          |                                                          |
| 500   | Dernière actualisation : — |                                                          |                                                          |                                                          |                                                          |                                                          |                                                          |                                                          |                                                          |
| 700   | Dieppe Martin-Eglise Thibermont ⥋ Dieppe (Collège Camus) | Dieppe Martin-Eglise Thibermont ⥋ Dieppe (Collège Camus) | Dieppe Martin-Eglise Thibermont ⥋ Dieppe (Collège Camus) | Dieppe Martin-Eglise Thibermont ⥋ Dieppe (Collège Camus) | Dieppe Martin-Eglise Thibermont ⥋ Dieppe (Collège Camus) | Dieppe Martin-Eglise Thibermont ⥋ Dieppe (Collège Camus) | Dieppe Martin-Eglise Thibermont ⥋ Dieppe (Collège Camus) | Dieppe Martin-Eglise Thibermont ⥋ Dieppe (Collège Camus) | Dieppe Martin-Eglise Thibermont ⥋ Dieppe (Collège Camus) |
| 700   | Ouverture / Fermeture — / — | Longueur —                                               | Durée 51 min                                             | Nb. d’arrêts 38                                          | Matériel Autocars                                        | Jours de fonctionnement L, Ma, Me, J, V                  | Jour / Soir / Nuit / Fêtes O / N / N / N                 | Voy. / an —                                              | Exploitant Cars Autin                                    |
| 700   | Desserte : - Communes : Dieppe - Principaux lieux desservis : Martin-Eglise Thibermont Ville de Dieppe, Collège Camus |                                                          |                                                          |                                                          |                                                          |                                                          |                                                          |                                                          |                                                          |
| 700   | Autre : - Amplitudes horaires : La ligne fonctionne du lundi au vendredi sauf jours fériés de 7 h 10 à 16 h 45 en période scolaire.                                                                                       |                                                          |                                                          |                                                          |                                                          |                                                          |                                                          |                                                          |                                                          |
| 700   | Dernière actualisation : — |                                                          |                                                          |                                                          |                                                          |                                                          |                                                          |                                                          |                                                          |
| 900   | Dieppe (Caravelle) ⥋ Dieppe (Lycée Le Golf) | Dieppe (Caravelle) ⥋ Dieppe (Lycée Le Golf)              | Dieppe (Caravelle) ⥋ Dieppe (Lycée Le Golf)              | Dieppe (Caravelle) ⥋ Dieppe (Lycée Le Golf)              | Dieppe (Caravelle) ⥋ Dieppe (Lycée Le Golf)              | Dieppe (Caravelle) ⥋ Dieppe (Lycée Le Golf)              | Dieppe (Caravelle) ⥋ Dieppe (Lycée Le Golf)              | Dieppe (Caravelle) ⥋ Dieppe (Lycée Le Golf)              | Dieppe (Caravelle) ⥋ Dieppe (Lycée Le Golf)              |
| 900   | Ouverture / Fermeture — / — | Longueur —                                               | Durée 43 min                                             | Nb. d’arrêts 20                                          | Matériel Articulés                                       | Jours de fonctionnement L, Ma, Me, J, V                  | Jour / Soir / Nuit / Fêtes O / N / N / N                 | Voy. / an —                                              | Exploitant Transdev Urbain Dieppe                        |
| 900   | Desserte : - Communes : Dieppe - Principaux lieux desservis :Mairie de Neuville, Hôtel de Ville de Dieppe, Lycée Ango, Lycée Le Golf                                                                                      |                                                          |                                                          |                                                          |                                                          |                                                          |                                                          |                                                          |                                                          |
| 900   | Autre : - Amplitudes horaires : La ligne fonctionne du lundi au vendredi sauf jours fériés de 7 h 12 à 16 h 36 en période scolaire. - Particularités : La ligne a 2 exploitants, TUD et Les Cars Denis de la gare au CFA. |                                                          |                                                          |                                                          |                                                          |                                                          |                                                          |                                                          |                                                          |
| 900   | Dernière actualisation : — |                                                          |                                                          |                                                          |                                                          |                                                          |                                                          |                                                          |                                                          |

### Navette du centre-ville

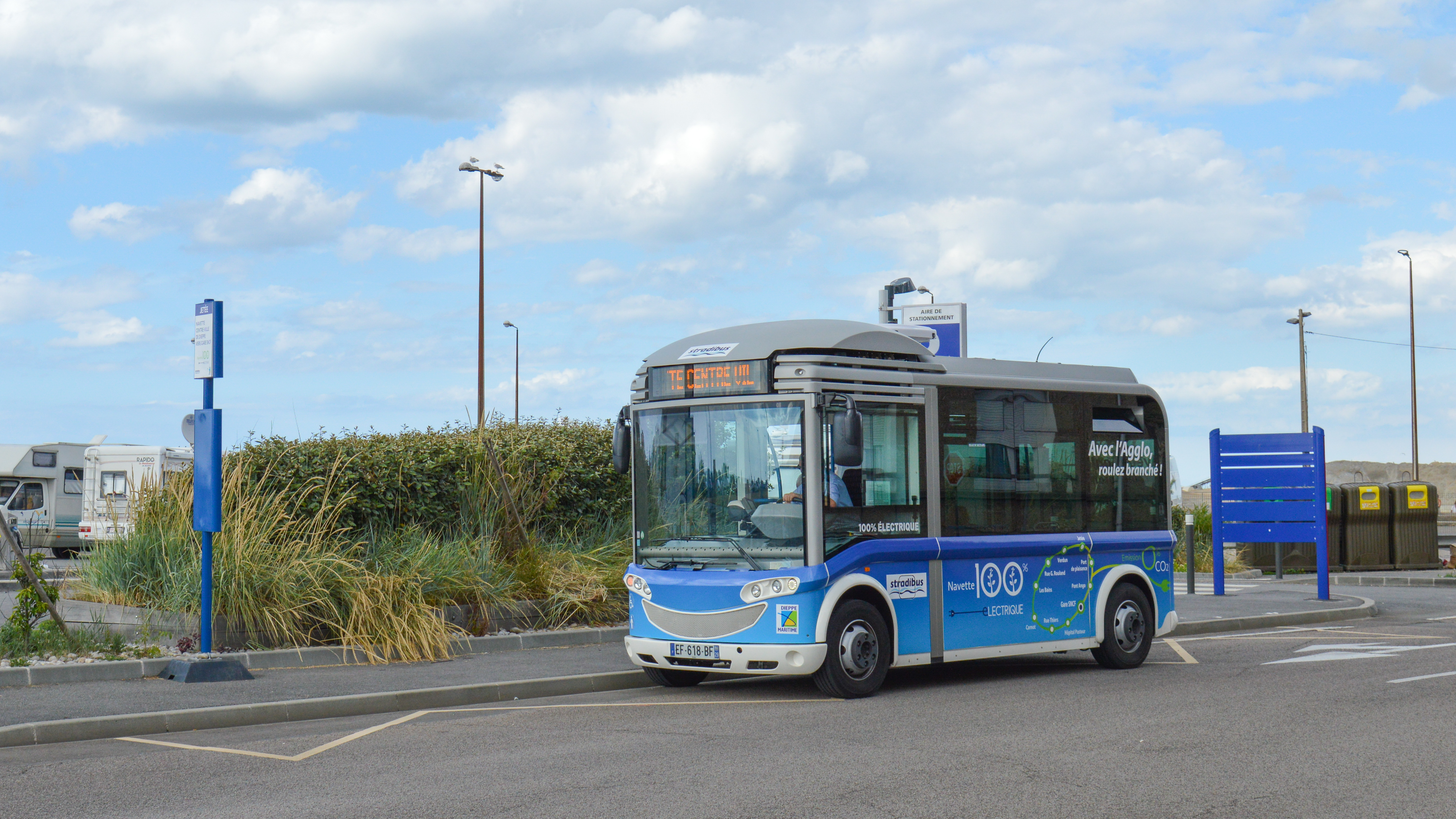
Bluebus 6 sur la navette du centre-ville de Dieppe.

Depuis mai 2018, un service de navette faisant le tour du centre-ville permet de relier divers lieux de Dieppe mal desservis par les transports auparavant (tels que le port de plaisance, la plage ou bien la jetée). Cette navette est assurée par un minibus électrique de type Bluebus 6.
| Ligne               | Caractéristiques | Caractéristiques                 | Caractéristiques                 | Caractéristiques                 | Caractéristiques                 | Caractéristiques                              | Caractéristiques                         | Caractéristiques                 | Caractéristiques                  |
| N                   | Navette Centre-ville | Navette Centre-ville             | Navette Centre-ville             | Navette Centre-ville             | Navette Centre-ville             | Navette Centre-ville                          | Navette Centre-ville                     | Navette Centre-ville             | Navette Centre-ville              |
| N                   | Gare SNCF ⥋ Gare SNCF | Gare SNCF ⥋ Gare SNCF            | Gare SNCF ⥋ Gare SNCF            | Gare SNCF ⥋ Gare SNCF            | Gare SNCF ⥋ Gare SNCF            | Gare SNCF ⥋ Gare SNCF                         | Gare SNCF ⥋ Gare SNCF                    | Gare SNCF ⥋ Gare SNCF            | Gare SNCF ⥋ Gare SNCF             |
| ------------------- | --- | -------------------------------- | -------------------------------- | -------------------------------- | -------------------------------- | --------------------------------------------- | ---------------------------------------- | -------------------------------- | --------------------------------- |
| N                   | Ouverture / Fermeture 2018 / — | Longueur —                       | Durée 20 min                     | Nb. d’arrêts 11                  | Matériel Minibus                 | Jours de fonctionnement L, Ma, Me, J, V, S, D | Jour / Soir / Nuit / Fêtes O / N / N / N | Voy. / an 41 431                 | Exploitant Transdev Urbain Dieppe |
| N                   | Desserte : - Communes : Dieppe - Principaux lieux desservis : Gare de Dieppe, Pont Ango, Front de mer de Dieppe, Hôtel de ville de Dieppe, Hôpital de Dieppe |                                  |                                  |                                  |                                  |                                               |                                          |                                  |                                   |
| N                   | Autre : - Amplitudes horaires : La ligne fonctionne du lundi au dimanche sauf jours fériés de 9 h 0 à 19 h 45. - Particularités : Ligne circulaire |                                  |                                  |                                  |                                  |                                               |                                          |                                  |                                   |
| N                   | Dernière actualisation : — |                                  |                                  |                                  |                                  |                                               |                                          |                                  |                                   |
| Navette Transmanche | Terminal Transmanche ⥋ Gare SNCF | Terminal Transmanche ⥋ Gare SNCF | Terminal Transmanche ⥋ Gare SNCF | Terminal Transmanche ⥋ Gare SNCF | Terminal Transmanche ⥋ Gare SNCF | Terminal Transmanche ⥋ Gare SNCF              | Terminal Transmanche ⥋ Gare SNCF         | Terminal Transmanche ⥋ Gare SNCF | Terminal Transmanche ⥋ Gare SNCF  |
| Navette Transmanche | Ouverture / Fermeture — / 2020 | Longueur 2,2 km                  | Durée 15 min                     | Nb. d’arrêts 4                   | Matériel Articulés Standards     | Jours de fonctionnement L, Ma, Me, J, V, S, D | Jour / Soir / Nuit / Fêtes O / N / N / N | Voy. / an 2 270                  | Exploitant Transdev Urbain Dieppe |
| Navette Transmanche | Desserte : - Commune : Dieppe - Principaux lieux desservis : Terminal Transmanche de Dieppe, Pont-Ango, Gare de Dieppe. |                                  |                                  |                                  |                                  |                                               |                                          |                                  |                                   |
| Navette Transmanche | Autre : - Amplitudes horaires : La ligne fonctionne tous les jours sauf jours fériés à des horaires aménagés en fonction de l'heure d'arrivée et du départ du ferry. - Particularités : La ligne re-fonctionne depuis début juillet 2024 exploitée par les Cars Grisel et ne fait plus partie du réseau urbain. |                                  |                                  |                                  |                                  |                                               |                                          |                                  |                                   |
| Navette Transmanche | Dernière actualisation : — |                                  |                                  |                                  |                                  |                                               |                                          |                                  |                                   |

### Transport à la Demande (TAD)
Le service de transport à la demande permet de couvrir les arrêts non desservis par les lignes régulières en réservant par téléphone, sur le site internet ou sur l'application My Mobi jusqu'à 17h la veille. Tous les titres de transports habituels sont utilisables sur ce service, à l'exception des titres gratuits (personnes âgées, handicapées...). Ce service est géré est sous-traitance avec Les Cars Autin.

### Navettes spéciales
Des navettes gratuites sont mises en place entre les parkings relais de l'usine Alpine ou de l'hippodrome et l'arrêt Pont Ango lors de manifestations culturelles comme la Foire aux Harengs et à la Coquille Saint-Jacques ou le Festival international de cerf-volant. La navette estivale circulant l'été (uniquement les week-ends et les jours fériés) devient payante, 1,30€ le ticket avec correspondance sur le réseau.

## Parc de véhicules
En septembre 2024, le parc d'autobus du réseau Deep Mob est composé de 32 véhicules dont 1 bus articulés, 16 bus standards, 2 midibus, 5 minibus et 8 autocars. Au sein de cette flotte, 1 bus fonctionne à l'électrique, les autres véhicules sont mild-hyrbides et les autres véhicules sont équipés de moteurs Diesel.

### Bus articulés
| Constructeur | Modèle     | Nombre | Numéros de parc | Période de mise en service | Affectation                            | Observation |
| ------------ | ---------- | ------ | --------------- | -------------------------- | -------------------------------------- | ----------- |
| Irisbus      | Citelis 18 | 1      | 8751            | Octobre 2007               | Navette événementielle Scolaires : 900 | –           |

### Bus standards
| Constructeur  | Modèle               | Nombre | Numéros de parc   | Période de mise en service         | Affectation     | Observation                |
| ------------- | -------------------- | ------ | ----------------- | ---------------------------------- | --------------- | -------------------------- |
| Heuliez Bus   | GX 327               | 3      | 4842, 4845, 41299 | Entre juillet 2008 et janvier 2012 | 1, 2, 3         | Série en cours de réforme. |
| Heuliez Bus   | GX 337               | 2      | 4504-4505         | Juin 2015                          | 1, 2, 3         | –                          |
| Iveco Bus     | LE City              | 2      | 4401-4402         | Juillet 2014                       | 1, 2, 3         | –                          |
| Iveco Bus     | LE Line              | 1      | 252               | Janvier 2020                       | Scolaires : 500 | –                          |
| Mercedes-Benz | Citaro C2 Hybrid     | 6      | 4932-4937         | Janvier 2022                       | 1, 2, 3, 14     | –                          |
| Mercedes-Benz | Conecto II LF Hybrid | 2      | 424105-424106     | Mars 2024                          | 1, 2, 3, 14     | –                          |

### Midibus
| Constructeur | Modèle   | Nombre | Numéros de parc | Période de mise en service | Affectation | Observation |
| ------------ | -------- | ------ | --------------- | -------------------------- | ----------- | ----------- |
| Heuliez Bus  | GX 127 L | 2      | 4104-4105       | Avril 2011                 | 3           | –           |

### Minibus
| Constructeur | Modèle     | Nombre | Numéros de parc      | Période de mise en service         | Affectation               | Observation |
| ------------ | ---------- | ------ | -------------------- | ---------------------------------- | ------------------------- | ----------- |
| Bolloré      | Bluebus 6m | 1      | 90901                | Janvier 2019                       | N                         | –           |
| Dietrich     | City 23    | 1      | 132                  | Juillet 2020                       | N, Transport à la Demande | –           |
| Dietrich     | Modulis 30 | 3      | 129, 271 + 1 inconnu | Entre janvier 2018 à novembre 2022 | Transport à la Demande    | –           |

### Autocars
| Constructeur | Modèle       | Nombre | Numéros de parc            | Période de mise en service  | Affectation               | Observation |
| ------------ | ------------ | ------ | -------------------------- | --------------------------- | ------------------------- | ----------- |
| Irisbus      | Récréo II    | 2      | 11484-11485                | Février 2014                | Scolaires : 100           | –           |
| Iveco Bus    | Crossway Pop | 6      | 221-222, 238, 245-246, 277 | Entre mars 2016 à août 2023 | Scolaires : 100, 500, 700 | –           |

### Dépôts
- Le dépôt de Cars Autin est situé dans la principauté, au Chem. des Prés, 76880 Arques-la-Bataille
- Le dépôt de Transdev Urbain Dieppe est situé dans la principauté, au 97 Av. de la Libération, 76200 Dieppe